# Понтски Грци
Понтски Грци су етничка група састављена од Грка са обале Црног мора и Понта. Они традиционално говоре понтски језик, посебан дијалект грчког језика који је, због удаљености Понта, имао процес језичке еволуције различит од остатка грчког света.
Данас живе у Украјини, Грузији (велика већина их је, током последње две бурне деценије напустила земљу), Русији (републикама и областима Северног Кавказа), Казахстану, Грчкој и Турској. Сами себе зову Ромејима (попут становника Византијског царства). Данас, пак, преовлађујућа форма „Понтиос“ (Понтијац) је начин како их зову Грци из саме Грчке (Хеладски Грци). Говоре понтским језиком, данас скоро потпуно изумрлим. Током 20. века углавном као свој језик прихватили новогрчки и руски.

## Насељавање Грка на Црноморске обале
Трагове грчког присуства на црноморским обалама пратимо још у класичној грчкој митологији. То су крајеви у које је пловио Јасон и његови Аргонаути у својој потрази за златним руном. Овај мит први је записао Аполоније са Родоса у свом делу „Аргонаутика“. Савремени истраживачи датирали су експредицију „Арга“ негде 1200. п. н. е. у складу са подацима које износи Аполоније.
Прва забележена грчка колонија на Црном мору био је Синоп, основан на северним обалама древне Анадолије негде око 800. године п. н. е. Житељи Синопа били су трговци-колонисти из јонског града-државе Милета. После колонизације црноморских обала, до тада у грчком свету познатом као Pontus Axeinos (Негостољубиво море) промењен је назив у Pontos Euxeinos (Гостољубиво море). Током читаве линије црноморске обале, а на територији данашњих држава Турске, Бугарске, Грузије, Русије, Украјине и Румуније постепено је растао број грчких насеља-колонија. Још је Ксенофонт у свом чувеном спису „Анабаза“ поменуо област Трапез (касније названу Трапезунт, тј. данашњи Трабзон) описујући како се, међу још 10000 грчких плаћеника искрцао на његове обале. Ксенофонт напомиње да су их, када су ови гледајући море викали "Thalassa, thalassa!" (Море, море!) локални становници разумели. Трговина је цветала међу грчким колонијама Црног мора, али и са локалним племенима која су живели у унутрашњости Понта, у континенталним крајевима. Ускоро Трапезунт преузима водећу улогу међу грчким црноморским колонијама и ова област постаје огњиште грчке културе и центар понтијске цивилизације.

## Хеленистички, римски и византијски периоди
Ова област организована је као краљевина око 281. године п. н. е. Митридадом I од Понта. Његов најзнатнији потомак био је Митридад VI од Понта, који је између 90 и 65. године п. н. е. водио тзв. Митридатове ратове, три тешка рата против Римске републике, пре него што ће, коначно, положити оружје. Пре тог, коначног пораза у Трећем Митридатовом рату успео је да своје краљевство прошири на север све до Крима.
Ипак, Краљевина је успела да се одржи као вазал Рима, сада као Босфорско краљевство, одржавши се, на Криму, све до IV века наше ере, уступивши на послетку територију Хунима. Преостали део некадашњег краљевства постао је део Римског царства, а планинске области (Халдија) ушле су у потпуности у састав Византијског царства током 6. столећа. Понт је и завичај династије Комнина, за владавине које се (између 1082. и 1185.) Царство као феникс дигло из пепела, повративши велики део Анадолије од Турака Селџука.
Након првог пада Константинопоља током Четвртог крсташког похода 1204. Алексије I Велики Комнин, потомак Алексија I Комнина, родоначелника династије Комнина, оснива Трапезунтско царство. Царство је било дугог века, док коначно није пало у руке Мехмеду II Фатиху (Освајачу) 1461. године као последњи део грчког света који потпада под османску власт.

## Под турском влашћу
Током османске владавине један део понтских Грка прелази на ислам, било својевољно, било силом. На почетку Првог светског рата младотурска администрација почиње да спроводи политику асимилације и протеривања свих хришћана Царства, што у великој мери погађа понтске Грке. Трабзон 1916. пада у руке Руског царства, подгревајући идеју о настанку независне понтијске државе. Доласком на власт бољшевика, Октобарском револуцијом (7 новембра 1917.), руска војска повлачи се из регије, да би учествовала у грађанском рату, који је управо почињао (1917-1923.)
Након руског повлачења Грци и Јермени овог подручја постају лака мета паравојних банди. Не желећи да доживе судбину својих суседа Јермена Грци организују отпор. „Понтијски отпор“ (αντάρτικο του Πόντου на грчком) трајао је до 1924. године размене популације између Грчке и Турске, договорене мировним уговором у Лозани. Сагласно одредбама овог уговора Понтијци-хришћани су прогнани у Грчку, док су муслимани остали на својим вековним огњиштима.
"Румка“, како је језик Понтских Грка познат у Турској је данас скоро изумро, пошто се користи само међу старијом популацијом. После размене становништва већина Понтијаца свој нови дом нашла је у Атици и Егејској Македонији. Грци унутар земље која током највећег дела двадесетог века била позната као Совјетски Савез, углавном су се населили у јужним областима Русије, у Краснодарском крају, уз границу са Јерменијом и Грузијом. У значајном броју присутни су и у црноморским лукама Одеси и Сухумију. Око 100.000 Понтских Грка, од тога 37 000 само из кавкаског региона депортовано је у средњу Азију 1949. током Стаљинових послератних чистки. Данас велике аутохтоне заједнице Понтских Грка живе у државама-наследницама СССР-а, док су кроз емиграцију присутне у Немачкој и Аустралији.

## Популација
Данас, захваљујући многобројним мешаним браковима, тачан број Понтских Грка је непознат. Након 1988. Понтски Грци из Совјетског Савеза све више се селе у Грчку, насељавајући се у и око великих градова, Атине и Солуна. У грчкој јавности ова група миграната постала је позната као Руски Понтијци (Ρωσσοπόντιοι). У свом филму „На ивици града“ (Από την άκρη της πόλης), са дијалозима на грчком, понтском и руском режисер Константинос Ђанарис описује живот руског Понтијца из Казахстана у атинском полусвету проституције. Највеће заједнице Понтских Грка (или људи са понтско-грчким коренима), а према статистици "Pontian Diaspora 2000" су:
- Грчка >2.000.000
- Сједињене Америчке Државе око 200.000
- Немачка око 100.000
- Русија око 98.000
- Украјина око 91.500
- Аустралија око 56.000
- Канада око 20.000
- Грузија око 15.166
- Казахстан око 12.703
- Узбекистан око 9.500
- Турска око 4.000[1][2]
- Јерменија око 2.000
- Сирија <1.000